# Лонгиер, Барри Брукс
Барри Брукс Лонгиер (англ. Barry Brookes Longyear; 12 мая 1942, Гаррисберг, Пенсильвания — 6 мая 2025, Нью-Шарон, Мэн) — американский писатель-фантаст, издатель, редактор.

## Биография
Барри Лонгиер родился 12 мая 1942 года в Гаррисберге, штат Пенсильвания. В 1960 году окончил Военную Академию в Стаунтоне, штат Виргиния. Затем Лонгиер недолго учился в школе искусств в Питтсбурге, а в 1962 году ушёл в армию. Служил в составе 30-й артиллерийской бригады на Окинаве техником пусковой установки комплекса ПВО HAWK. Затем он служил в составе 6-го ракетного батальона воздушной базы в Ки-Уэст во Флориде. В 1965 году Лонгиер оставляет службу, и поступает в университет Уэйна в Детройте (штат Мичиган). Во время учебы он знакомится со своей будущей женой, Региной Бедсан (Regina Bedsun), и оставляет университет через год обучения. Молодожёны переезжают с места на место (Детройт, Гаррисберг, Филадельфия). Лонгиер работал в корпорации Мэдисон с 1967 по 1968 годы, (Детройт), а затем — редактором, издателем и «литературным негром» в Филадельфии. Позже, вместе с женой, он руководил собственной полиграфической фирмой, имел небольшие издательства в Филадельфии и в Фармингтоне (штат Мэн). В конце 1970-х Барри Лонгиер ушёл из издательской индустрии, полностью посвятив себя творчеству.
В 1981 году был госпитализирован из-за алкоголизма и наркотической зависимости. Лечение он проходил в реабилитационном центре св. Марии в Миннеаполисе. В 1987 году возвращается к творческой деятельности.
Проживал в Фармингтоне. Умер 6 мая 2025 года в возрасте 82 лет.

## Творчество
Первой публикацией Лонгиера стал рассказ «Пробы» (The Tryouts), опубликованный в 1978 году в журнале Asimov’s Science Fiction, одном из ведущих американских научно-фантастических журналов. В течение полугода в журнале были напечатаны ещё пять произведений автора, включая повесть «Враг мой» (1979), которая сделала Лонгиера популярным. Она была удостоена всех наиболее важных премий в области научной фантастики («Хьюго», 1980; «Небьюла», 1979; «Локус», 1980). В 1985 году в свет выходит фильм «Враг мой», снятый режиссёром Вольфгангом Петерсеном, по мотивам повести. Фильм имеет огромный успех, в том числе и в советском прокате. В том же 1985 году, в соавторстве с Дэвидом Герролдом, Лонгиер пишет одноименный роман-новелизацию. Повесть послужила началом для одноименного цикла «Враг мой» / The Enemy Papers, куда вошли:
- повесть «Талман» / The Talman (1998 год).
- повесть «Враг мой» / Enemy Mine (1979 год).
- роман «Грядущий завет» / The Tomorrow Testament [= Заповедь завтрашнего дня] (1983 год).[5]
- роман «Последний враг» / The Last Enemy (1998 год).
- эссе «О языках инопланетян» / On Alien Languages (1998 год).
- эссе «Беги, драк, беги» / Run Drac Run (1998 год).
- статья «Основные дракские слова и выражения» / Drac for Travellers (1998 год).

Так же весьма популярен цикл-трилогия «Мир Цирка» / Circus World, о космических скитаниях цирковой труппы, бежавшей с Земли, освоившей далёкую планету и в финале устроившей грандиозное межзвёздное представление. В цикл входят:
- сборник рассказов «Мир-цирк» / Curcus World (1981 год).
- роман «Город Барабу» / City of Baraboo (1980 год).
- роман «Песнь слона» / Elephant Song (1982 год).

В 1987 году после вынужденного перерыва Барри Лонгиер напомнил о себе яркой и горькой антиутопией «Море стекла» (Sea of Glass), в которой повествование ведется от имени «незаконного» ребёнка в сверхперенаселённом мире, управляемом не склонным к эмоциям компьютером. Не менее пессимистический вариант близкого будущего представлен в романе «Нагим пришёл робот» (Naked Came the Robot, 1988 год), где бремя новой «холодной войны» ложится на плечи роботов и андроидов.
В 1979 году Лонгиер пишет юмористическую повесть «Возвращение домой» («The Homecoming»), которую в 1989 году он переработал в роман, где ситуация разворачивается вокруг появившегося на околоземной орбите инопланетного космического корабля, управляемого разумными динозаврами (отдаленными потомками вымерших на Земле), требующими вернуть им «их» планету.
Многочисленные рассказы Лонгиера составляют два сборника, «Очевидная цель» («Manifest Destiny»), вышедший в 1980 году, и «Это пришло из Скенектеди» («It Came from Schenectady») 1984 года. В 1981 году «Очевидная цель» даже номинировалась на премию «Локус» в номинации авторский сборник.

## Премии и номинации
- 1979 год — Премия «Небьюла», в номинации Повесть (Novella) за «Враг мой» (1979 год).
- 1980 год — Премия «Локус», в номинации Повесть (Novella) за «Враг мой» (1979 год).
- 1980 год — Премия «Хьюго», в номинации Повесть (Novella) за «Враг мой» (1979 год).
- 1980 год — Премия Джона В. Кэмпбелла лучшему новому писателю-фантасту.
- 2006 год — AnLab Award (читательская премия ASF), в номинации Лучшая повесть (best novella), за «The Good Kill» (2006 год).
- 2007 год — AnLab Award, в номинации Лучшая повесть (best novella) за «Murder in Parliament Street» (2007 год).